# Middelalderfestivalen på Hamar
Middelalderfestivalen på Hamar eller Hamar Middelalderfestival er et middelaldermarked, der afholdes årligt i maj/juni i Hamar i Hedmark fylke, Norge. Under festivalen afspejles livet i Hamars middelalder fra oprettelsen i 1153 til reformationen i 1536. Festivalen finder sted på Domkirkekeodden, hvor domkirken, bispegården og kaupangen en gang lå. I 2006 besøgte 5400 mennesker Middelalderfestivalen. 
Inden festivalen blev oprettet var der blevet gennemført middelaldervandringer på Domkirkeodden i over 10 år, men deltagerantallet øgedes støt og man måtte derfor finde nye måder at formidle historien på, og dette udviklede sig til Hamar Middelalderfestival.